# Prolatiforceps melanocerus
Prolatiforceps melanocerus là một loài ruồi trong họ Asilidae. Prolatiforceps melanocerus được Williston miêu tả năm 1901.